# Sébastien Joly
Sébastien Joly, född 25 juni 1979 i Tournon-sur-Rhône, är en fransk professionell tävlingscyklist.

## Karriär
Sébastien Joly blev professionell 2000 med det franska stallet Bonjour. Under sitt första år som professionell, med Bonjour-Tourpagel, vann han Circuit des Mines. Han stannade med Bonjour-stallet till 2003 när han blev kontrakterad av Jean Delatour. Samma år vann han Route Adélie de Vitré. Han vann också poängtävlingen och ungdomstävlingen på Tour du Limousin. 
Två år senare, då med det franska stallet Crédit Agricole, vann han Tour du Limousin och en etapp i tävlingen. 
Joly vann Paris-Camembert 2007. Han slutade också trea på Paris-Nices prolog och på den första etappen av Dunkirks fyradagars.
På sin födelsedag den 25 juni 2007 fick Sébastien Joly diagnosen testikelcancer. Han genomgick operation och strålbehandling i september samma år. Fransmannen kom tillbaka till sporten och i juli 2008 slutade han tvåa på ett kriterium i Salon-de-Provence bakom landsmannen Christophe Moreau.
Under säsongen 2009 vann Joly etapp 5 av Circuit de Lorraine framför Cyril Gautier och Jan Bakelants. Fransmannenn slutade trea på etapp 8, genom en utbrytning, av Critérium du Dauphiné Libéré bakom Stef Clement och Timothy Duggan. Sébastien Joly slutade på andra plats på etapp 1 av Tour du Poitou Charentes et de la Vienne bakom Anthony Ravard.

## Meriter
2000 – Bonjour-Tourpagel
1:a, etapp 5 – Circuit des Mines
2002 – Bonjour
3:a, etapp 1 – Étoile de Bessèges
2003 – Jean Delatour
1:a – Route Adélie de Vitré
Poängtävlingen – Tour du Limousin
Ungdomstävlingen – Tour du Limousin
2005 – Crédit Agricole
1:a totalt och etapp 1 – Tour du Limousin
3:a, etapp 4 – Tour Down Under
105:a totalt – Tour de France 2005
2006 – Française des Jeux
Bergspristävlingen, Dauphiné Libéré (efter etapp 3 och 4)
2007 – Française des Jeux
Paris-Camembert
3:a, prolog, Paris-Nice
3:a, etapp 1, Dunkirks fyradagars
2009 – Française des Jeux
1:a, etapp 5, Circuit de Lorraine
2:a, etapp 1, Tour du Poitou Charentes et de la Vienne
3:a, Critérium du Dauphiné Libéré

## Stall
- Bonjour 2001–2002
- Jean Delatour 2003
- Crédit Agricole 2004–2005
- Française des Jeux 2006–2009
- Saur-Sojasun 2010–2011